# Fortifications de Sébastopol
Les fortifications de Sébastopol sont un ensemble d'ouvrages fortifiés et de batteries côtières construits entre le XVIIIe siècle et le XXe siècle pour protéger la ville et le port de Sébastopol, en Crimée. Elles ont été principalement utilisées pendant le siège de 1854-1855 et celui de 1941-1942.

## Principaux éléments

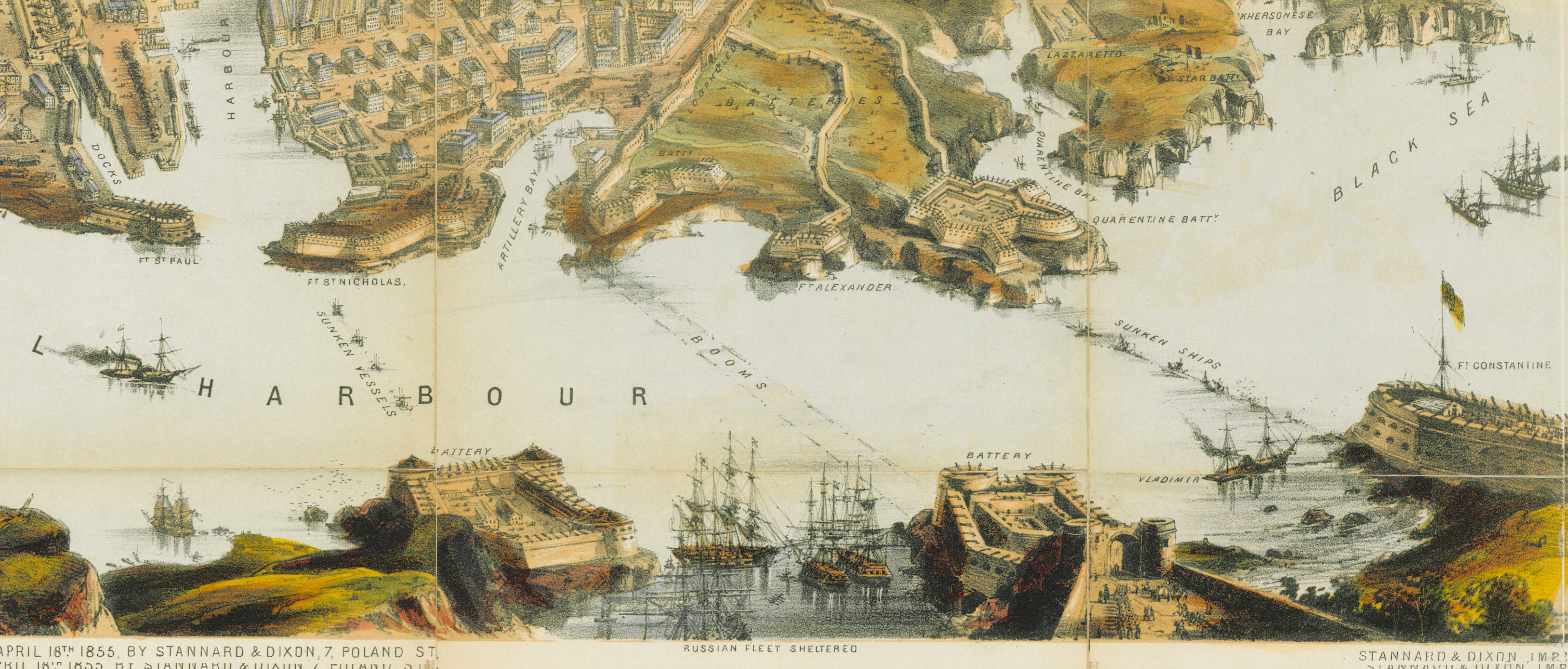
Les trois forts au premier plan sur une carte du XIXe siècle de Sébastopol.

### Fort Constantin

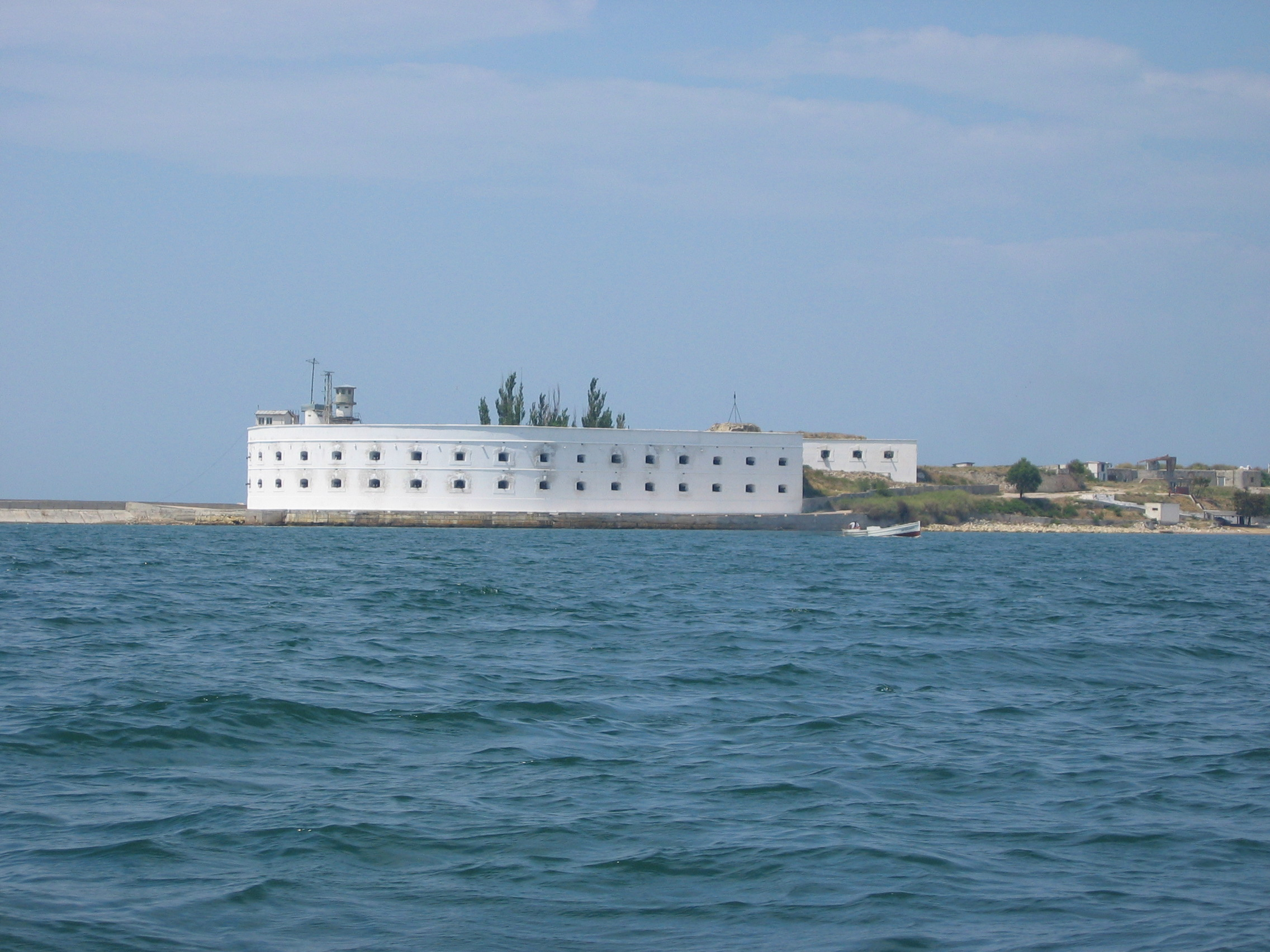
Le fort Constantin en 2004.

Construit à la fin du XVIIIe siècle, le fort Constantin ferme le port du côté nord. Il prend la forme d'un fer à cheval ouvert et est armé en 1853 de 94 canons disposés sous casemate sur deux étages.

### Fort Michel
Le fort Michel se trouve sur la rive nord du port, à l'ouest du fort Constantin. Il prend la forme d'un crochet et est armé en 1853 de 77 canons disposés sous casemate sur deux étages. il fait l'objet de violents combats pendant la Seconde Guerre mondiale et est transformé en entrepôt pour la base navale après la guerre.

### Fort Catherine
Le fort Catherine a été achevé en 1793 puis progressivement agrandi par la construction de galeries souterraines. Il a été en grande partie détruit pendant la Seconde Guerre mondiale et n'a pas été reconstruit.

### Batterie côtièreno30(Maxim Gorki I)
La batterie côtière no 30, surnommée « Maxim Gorki I » par les Allemands, est située à cinq kilomètres au nord du port, à environ un kilomètre à l'intérieur des terres. Construite entre 1914 et 1935, son armement principal est à l'origine composé de deux tourelles blindées armées chacune de deux canons de 305 mm.
Endommagée pendant la Seconde Guerre mondiale, elle est remise en état à partir de 1954 et réarmée avec deux tourelles comptant chacune trois canons de 305 mm pris sur le cuirassé Poltava. Elle a été retirée du service actif en 1997, mais reste théoriquement mobilisable en cas de conflit.

### Batterie côtièreno35(Maxim Gorki II)
La batterie côtière no 35, surnommée « Maxim Gorki II » par les Allemands, est située à environ deux kilomètres au sud-ouest de la ville dans la Baie des cosaques. Elle a été construite entre 1912 et 1935, en même temps que la batterie côtière no 30, dont elle est très semblable et dispose du même armement de deux tourelles avec chacune deux canons de 305 mm. Très endommagée pendant la Seconde Guerre mondiale, elle n'a en revanche pas été reconstruite après la guerre.